# Kinmel Bay and Towyn
Kinmel Bay and Towyn är en community i Storbritannien.   Den ligger i kommunen Conwy och riksdelen Wales, i den södra delen av landet, 300 km nordväst om huvudstaden London.
Communityn består av de sammanvuxna orterna Kinmel Bay och Towyn, båda populära semesterorter vid kusten.